# Fábrica de cerveza El Águila (Albacete)
La fábrica de cerveza El Águila de Albacete fue una maltería de la empresa cervecera El Águila ubicada en la ciudad española de Albacete.

## Historia
La factoría, de gran envergadura, fue construida por la cervecera española El Águila en 1959 y comenzó su actividad en 1962. Se dedicaba al procesamiento de cebada para maltería, por lo que fue conocida como maltería El Águila de Albacete. En 1970 fue doblada su capacidad convirtiéndose en la mayor maltería de España.
Se trataba de un complejo de grandes dimensiones al norte de la capital albaceteña que incluía la fábrica y un edificio de oficinas, entre otras instalaciones, edificados con hormigón y ladrillo caravista rojo.
El silo de 34 metros de altura y el edificio de oficinas de la misma envergadura fueron demolidos en 1997 con doce kilos de goma-2 para construir un nuevo barrio de la capital formado por grandes bloques de viviendas que recibió el nombre de Los Llanos del Águila.